# Poecilocloeus centralis
Poecilocloeus centralis är en insektsart som beskrevs av Christiane Amédégnato och Poulain 1987. Poecilocloeus centralis ingår i släktet Poecilocloeus och familjen gräshoppor. Inga underarter finns listade i Catalogue of Life.